# 雷次宗
雷次宗（386年—448年），字仲伦，豫章南昌人，南朝刘宋教育家、经学家。曾在庐山师从慧远大师学习佛法，后回到家乡南昌开馆讲学。是南北朝时期南方为数不多的严谨讲学者之一，尤其擅长《士禮》。元嘉十五年(438)，宋文帝召雷次宗到京师讲学，史载“东驾数幸次宗学馆，资给甚丰”，后辞官归隐庐山，不久卒于钟山。439年南齐太祖萧道成和兄長蕭道度曾受业于其门下，治《礼》及《左氏春秋》。其著作《豫章记》，记载了当时豫章郡的风俗民情，被看作是江西地区最早的地方志。

## 延伸阅读
[在维基数据编辑]
 《宋書/卷93》，出自沈约《宋书》